# Mezzano Rondani
Mezzano Rondani (pronuncia: Róndani) è una località della Bassa parmense, situata in parte nel comune di Sorbolo Mezzani e in parte nel comune di Colorno.

## Geografia fisica
Il territorio si trova nell'estremità settentrionale della provincia di Parma, nella Bassa Est, al confine con la provincia di Cremona in un'area poco elevata. Divide Mezzano Rondani dalle frazioni Casale di Mezzani, Mezzano Superiore e Trai il torrente Parma che sfocia nel Po. Quest'ultimo segna il confine settentrionale con la provincia di Cremona, in particolare il comune di Casalmaggiore nell'omonima città e nelle frazioni di Vicomoscano e l'isola di Fossa Caprara. Un'ampia fascia settentrionale rientra nella golena del Po. Questa zona è scarsamente popolata e ad uso prevalentemente agricolo. La zona più vicina al corso d'acqua non è protetta da argini ed è detta golena aperta, qui si trovano residui di vegetazione spontanea (principalmente saliceti) e lanche. Molto diffusa è la pioppicoltura, mentre le abitazioni sono assenti. Spostandosi dall'alveo fluviale in direzione dell'argine maestro si incontrano alcuni argini consortili che difendono e delimitano le golene chiuse. In esse il fertile terreno ospita un'agricoltura intensiva e sono presenti abitazioni sparse. Il centro abitato e le vie sono protette dall'argine maestro e sorgono su un dossi fluviali del Po. L'altezza media della zona dei dossi è sui 27-26 m s.l.m.

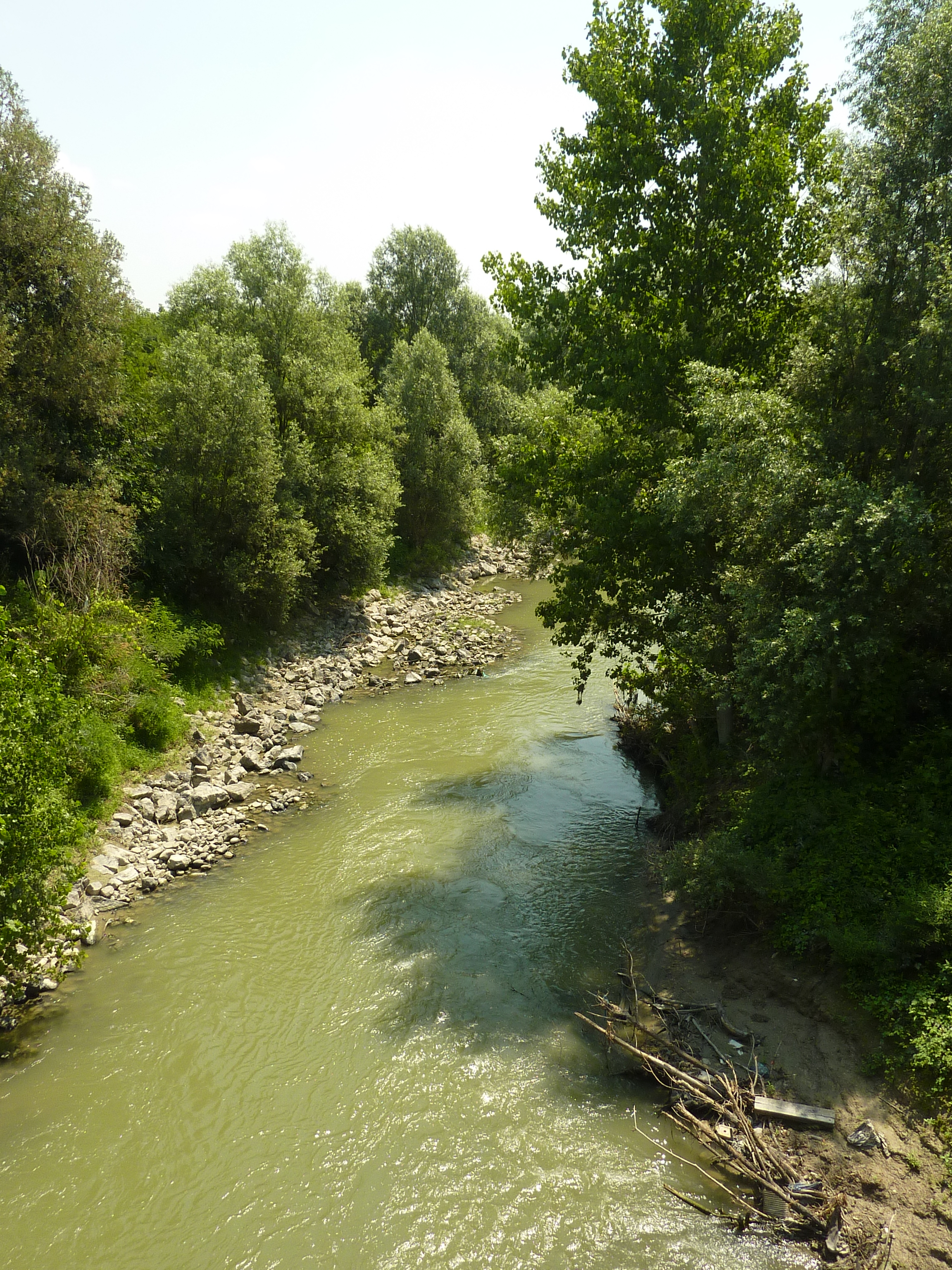
Il torrente Parma dal Ponte Albertelli

## Origini del nome
Mezzani è un toponimo che deriva dalla parola latina medianus (che sta in mezzo), nel Basso Medioevo utilizzata per indicare le isole del Po, infatti, lungo il corso del fiume vi sono diverse località che riportano tale nome (Mezzana Bigli, Mezzanino, Mezzana Rabattone). Il centro abitato nacque su quelle che un tempo erano isole fluviali poi congiunte alla riva parmigiana. Il nome specifico della località deriva dalla nobile famiglia dei Rondani, attestata nel paese dal XIV secolo e proprietaria di numerosi beni del luogo.

## Storia

### Medioevo
La località prese forma dal periodo medievale in poi, si tratta di un territorio continuamente rimodellato nel corso dei secoli dall'azione del fiume, per questo motivo non sono state trovate tracce di antichi insediamenti.
Mezzano Rondani inizialmente sorse sulla riva sinistra del Po a poca distanza da Casalmaggiore. Il progressivo spostamento del corso del fiume verso nord causò l’erosione e la scomparsa di diversi territori delle campagne casalasche. Le terre di Mezzano Rondani, all'epoca un'antica villa lombarda, evitarono questa fine essendo trasformate alla fine del XIV secolo in isola del fiume. È possibile capire quanta sponda lombarda sia scomparsa nel corso dei secoli osservando l’attuale distanza dal fiume dei paesi parmensi che dal toponimo risultano originariamente sorti alla confluenza di un torrente nel Po: Coltaro (Caput Tari), Colorno (Caput Lurni), Copermio (Caput Parmae) e Coenzo (Caput Entiae). Un'altra prova di questo spostamento sono la presenza di una zona nelle vicinanze di Sacca e Mezzano Rondani denominata Po vecchio e l’esistenza a sud dei tre Mezzano dell'Argine di Sant'Antonio un tempo argine maestro del fiume. Inoltre nelle carte del XVIII secolo (come quella di Giuseppe Tizzani, Mappa di Mezzano Superiore e Inferiore, conservata nell'Archivio di Stato di Parma, Fondo Mappe e Disegni) viene riportata una lunga buca lasciata dal fiume Po.
Mezzano Rondani come anche il vicino Mezzano Superiore in realtà non si sviluppò solo come centro agricolo ma anche come punto strategico per il controllo della confluenza della Parma in Po e per il commercio fluviale col cremonese. La crescita di importanza dei due Mezzani per gli scambi con la Lombardia sono legati al blocco del porto di Copermio operato da Matilde di Canossa durante le lotte per le investiture e ai conflitti che interessarono l’area di Colorno tra il XI e il XIII secolo.
La prima chiesa parrocchiale del paese dedicata a Santa Maria e San Giovanni Battista, costruita quando Mezzano Rondani era ancora sulla sponda casalasca, fu fatta edificare da Gigliolo Rondani, appartenente all'omonima famiglia di nobili possidenti del paese, il 4 giugno 1395 in località Zappona. Alla sua morte donò alla parrocchia diversi terreni nei pressi del paese, nel casalasco e nelle vicinanze di Parma.
Nella prima metà del XV secolo, in seguito a gravi e ripetute inondazioni sulla riva lombarda, finirono per alterare il corso del Po, nei pressi di Casalmaggiore (come riporta Alberto Rondani). Seguitando l’erosione della sponda lombarda, nuovi materiali alluvionali furono depositati in corrispondenza della riva parmense fino a saldarla con l’isola prospiciente. I terreni di Mezzano Rondani, ora meno esposti alle piene del fiume ripresero a essere coltivati intensivamente e a sorgere nuove abitazioni tanto da divenire all'epoca il più popoloso tra i tre Mezzani. Diversamente dagli altri due, l'Inferiore e il Superiore feudo del Vescovo di Parma per diversi secoli, Mezzano Rondani appartenne da sempre al Ducato di Parma.

### Storia moderna
Viene menzionata in documenti del 1494 come Ecclesia S. Marie de Mezano Rondanorum la parrocchia di Mezzano Rondani. Nel catalogo dei benefici del 1520 figura sotto la giurisdizione della pieve di Colorno e sotto il patronato della famiglia Rondani. Nel settembre 1572 vi venne trasferito un chiericato dalla chiesa di Copermio.

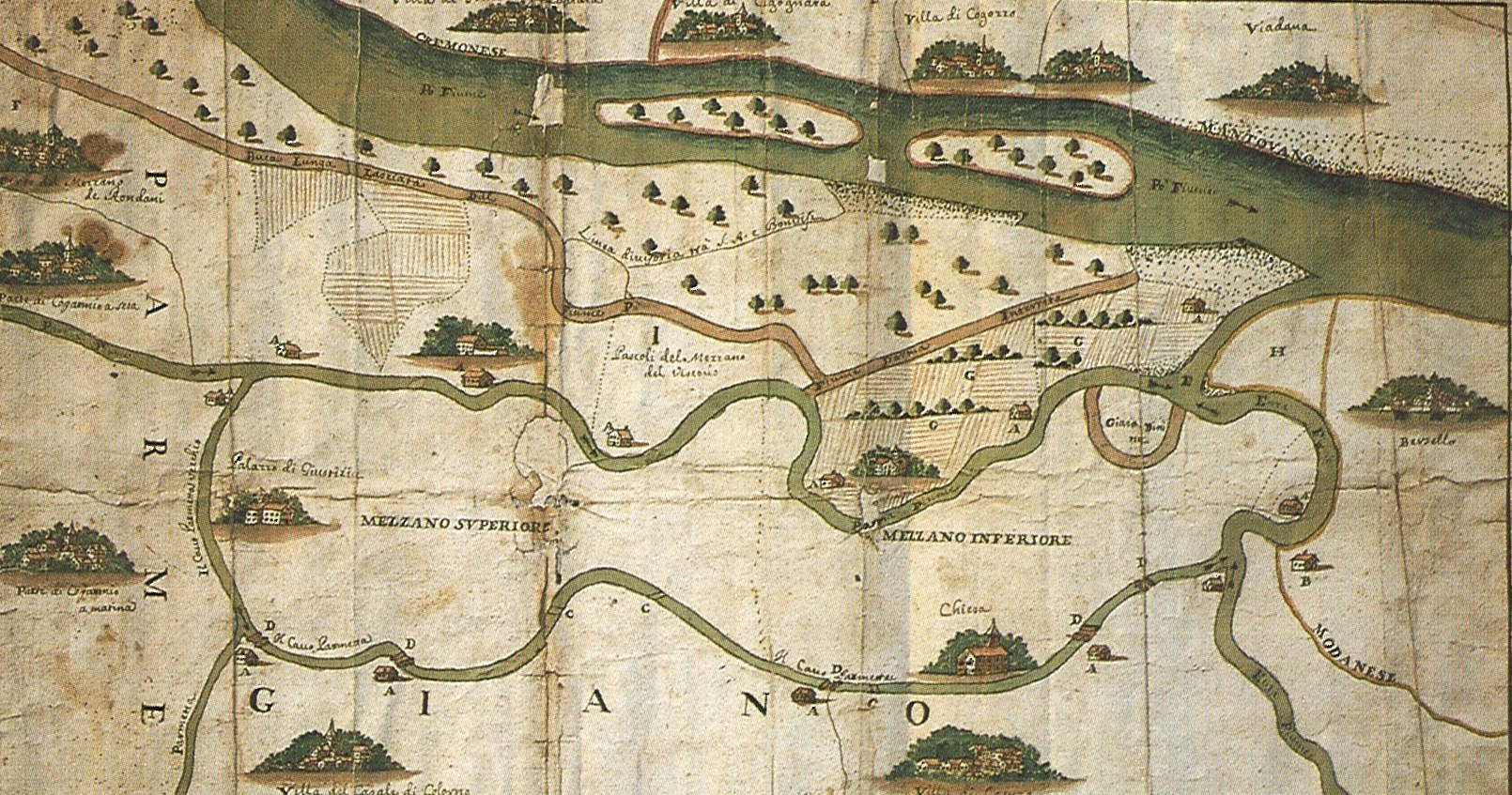
Tratto del Po e canali, cavi e torrenti del territorio di Mezzano Superiore e Inferiore, carta del XVIII secolo, Archivio di Stato di Parma, Fondo Mappe e Disegni, vol. 42/10

Nel 1630 anche nella zona circostante Colorno imperversò l'epidemia di peste di manzoniana memoria, nella sola Colorno vi furono più di 700 morti. Il primo caso del territorio comparve proprio a Mezzano Rondani, si infettarono alcune persone venute a contatto con un soldato tedesco appestato morto non lontano dal paese.
Il torrente Parma confluiva direttamente nel fiume Po non molto lontano da Mezzano Rondani. Nel secolo XVII tuttavia il corso d’acqua principale iniziò a depositare sedimenti nei pressi della riva dell'attuale comune di Mezzani, formando nuove isole o giare, spostandosi progressivamente verso la sponda lombarda. Una carta del 1616 rileva la presenza di due isole di fronte allo sbocco della Parma già colonizzate dalla vegetazione e utilizzate come pascolo. Il torrente fluiva tra le due giare, fu costretto a deviare il proprio corso verso est incanalandosi nel vecchio alveo del Po. Le due isole si erano unite al territorio di Mezzano Rondani costituendone una lunga propaggine tra il fiume e il suo affluente, costringendo la Parma a sboccare nell'Enza.

All'inizio del XVIII secolo nacquero delle controversie per la gestione dei porti tra Mezzano Superiore e Mezzano Rondani. Quest’ultimo tra l’altro disponeva di due approdi, uno sul fiume Po e uno sulla Parma.

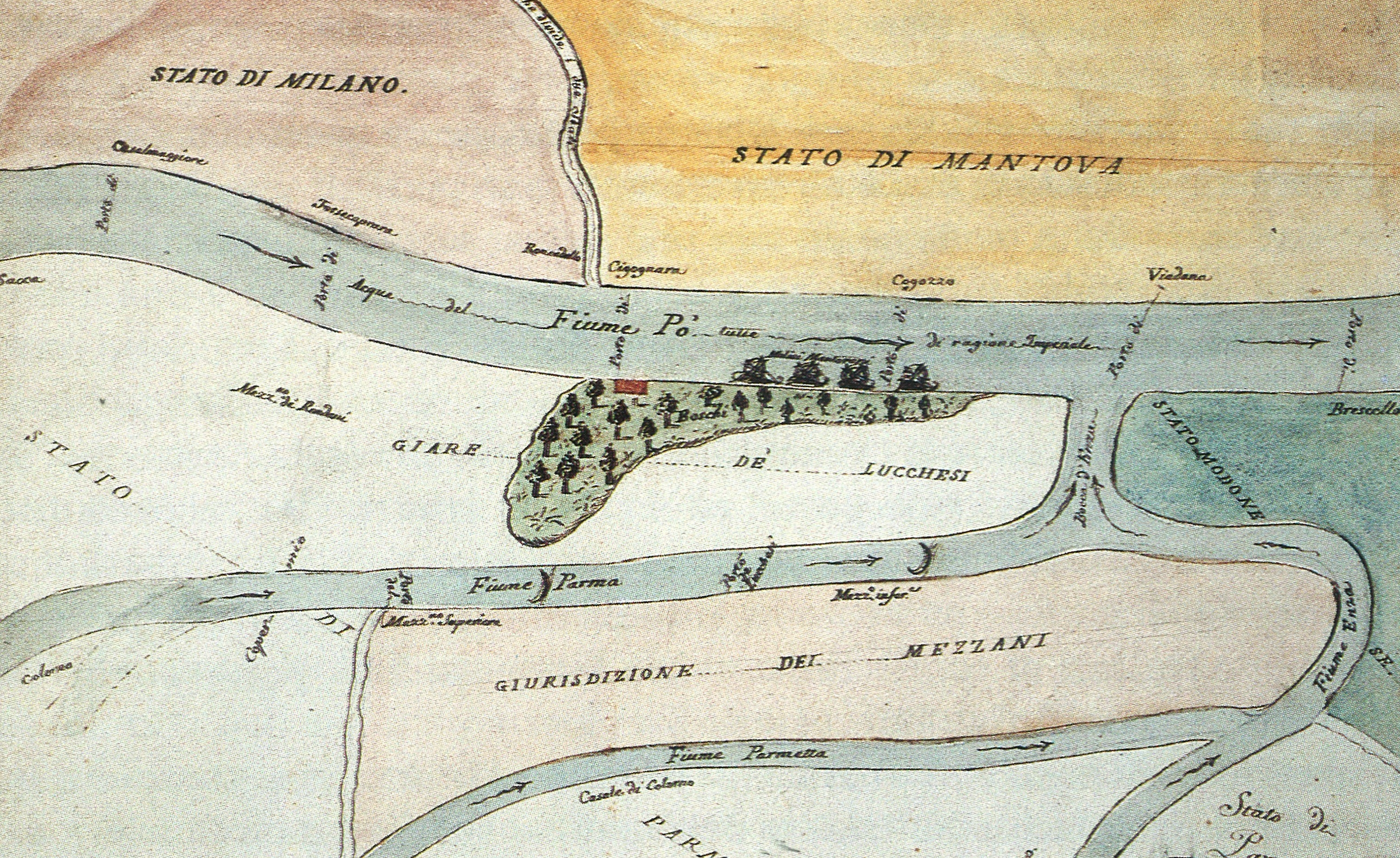
Carta schematica Mezzani e stati confinanti nel XVIII secolo

La chiesa, edificata nei XIV secolo, divenne inutilizzabile a seguito delle inondazioni del 1705 e del 1733 e fu rimpiazzata dall'attuale di Santa Maria Annunziata nel 1745 come attestato dalla lapide presente sopra l'ingresso.
I Mezzani di appartenenza vescovile si sviluppa un fitto commercio illegale, così, dopo varie sanzioni, il ducato di Parma pianifica una strategia d'annessione dei due paesi. A partire dal 1759 viene sospesa la licenza di trasferire i grani del ducato oltre confine, seria minaccia per i mezzanesi che risposero con il proliferare del contrabbando sui confini di Casale, Coenzo e Copermio. L'autorità ducale rafforzò i controlli sulle frontiere. A Mezzano Rondani si fermò l'inviato del duca Antonio Ballarini per indagare sul contrabbando fuori controllo, sfuggito dalla sorveglianza degli amministratori della Mensa vescovile.

Il 13 settembre del 1760 fu inaugurato il ponte in chiatte di Colorno-Casalmaggiore.

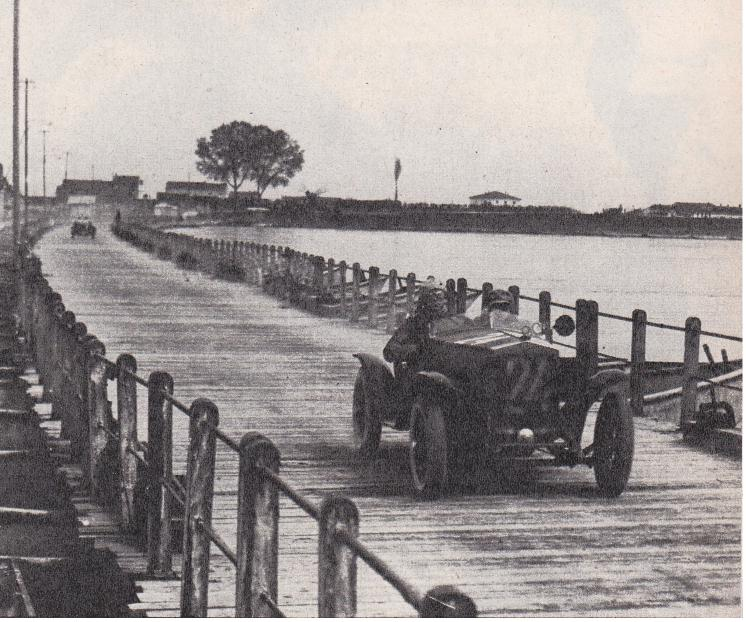
Prima Mille Miglia (1927): La Lancia Lambda dei fratelli Battaglini, attraversa il Po sul ponte di barche a Casalmaggiore.

Nel 1764 la nuova chiesa di Santa Maria Annunziata ottenne il titolo di Arcipretura.
l problema dell'erosione delle rive fluviali, mai completamente risolto, tornò a farsi sentire dalla fine del XVIII secolo. In particolare destava preoccupazione la scarsa pendenza del lungo tratto finale da Colorno fino all'Enza della Parma che rallentava il deflusso delle acque e aumentava la probabilità di esondazioni in caso di piena. La Congregazione dei cavamenti studiò una soluzione a questo problema. Si propose di deviare la Parma facendola sboccare direttamente in Po qualche chilometro più a monte. L'idea era di realizzare un nuovo alveo di due miglia dalla curva di Bezze fino a Sanguigna. I tecnici però capirono ben presto che l’opera era irrealizzabile, per effetto delle pendenze lo scolo della Parma sarebbe stato difficoltoso: nel punto previsto per il nuovo sbocco il pelo dell'acqua del Po sarebbe stato a un livello superiore rispetto a quello delle acque provenienti dalla Parma. Il progetto fu abbandonato e ci si limitò a innalzare e rafforzare gli argini esistenti.
Dopo la piena del 1765, bisogna ricordare la disastrosa alluvione del novembre 1801. Segue poi quella del 1857.

### Storia contemporanea
Tra il 1832 e il 1834 Mezzano Rondani era una villa divisa in due "comunelli", spettanti l'uno a Colorno, con 259 abitanti, nel quale era posta la parrocchia; l'altro di 440 abitanti a Mezzani. A Mezzano Rondani, per il passaggio sul Po, stavano due barche di rimpetto a Fossa Caprara.
Tra il 1845 e il 1850 per effetto delle mutate correnti del fiume, la riva destra del Po si avvicinò sempre più all'alveo della Parma. In pochi anni il torrente tornò a sboccare direttamente in Po. Non è documentato né l’anno in cui ciò avvenne né se si trattò solo di un processo naturale legato all'erosione della sponda o se fu velocizzato con una deviazione artificiale. Gli unici dati certi si possono desumere dalla cartografia: nella planimetria pubblicata nel 1828 dall'Istituto Geografico Militare, per conto dello Stato Maggiore Austriaco Parma ed Enza sboccano ancora congiuntamente, nella carta topografica della provincia di Parma del 1879 figura uno sbocco indipendente in Po, ma la configurazione attuale si trova solo in una carta del 1884.
Nel 1861 Mezzani col Ducato di Parma entrò a far parte del Regno d'Italia.
Le Ghiare Bonvisi, a seguito della mutazione del corso del torrente, nel 1872 vennero smembrate dalla parrocchia di Mezzano Rondani e aggregate a quella più vicina di Mezzano Inferiore.
Gli anni '80 del XIX secolo furono abbastanza movimentati dal punto di vista politico. Le frazioni di Mezzano Superiore, Mezzano Rondani e Casale richiesero lo spostamento in una posizione più centrale della sede municipale; questa era infatti ubicata a Mezzano Inferiore, nell'edificio ad angolo tra le attuali via Martiri della Libertà e via Sandro Pertini. Non riuscendo a trovare una soluzione condivisa, l'amministrazione comunale iniziò a temporeggiare. Gli abitanti dei tre paesi allora si fecero promotori di un'istanza per l'aggregazione al contermine comune di Colorno. Questa azione provocò l'avvio immediato delle pratiche per realizzare una nuova sede municipale a Casale (1886). La posizione più baricentrica della futura casa comunale soddisfece le frazioni e l'istanza fu ritirata. I cittadini di Mezzano Inferiore non furono dello stesso parere e a loro volta chiesero di essere aggregati al comune di Sorbolo. La questione fu risolta in sede di consiglio provinciale nel 1887, venne accettata la richiesta di trasferimento del municipio e respinta la domanda di aggregare Mezzano Inferiore a Sorbolo. Il Regio Decreto del 22 maggio 1887 autorizzò definitivamente il trasferimento della sede comunale.
Precedentemente al ponte sul torrente Parma c'erano due porti contrapposti. Due barconi paralleli erano collegati fra di loro da travi ricoperte da tavole che formavano un pontile, le barche avevano due anelli dove si passava la corda di traino. Nelle rispettive discese c'erano i due pali con legata una fune che serviva per tirare il pontile. Negli anni venti del XX secolo, fu edificato il ponte del Littorio o Ponte Nuovo (oggi ponte Albertelli dal suo progettista Guido Albertelli) che consentì di collegare più agevolmente gli abitati di Mezzano Rondani e Mezzano Superiore.
Alla fine del febbraio 1945, in seguito a delazioni, una parte della rete clandestina della Resistenza Parmense venne scoperta. Seguirono numerosi arresti di antifascisti a parma e nei comuni della bassa. I prigionieri furono condotti nella sede della polizia di sicurezza-SD, in viale San Michele a Parma, per essere interrogati. Conclusa la fase degli interrogatori molti di loro furono inviati nei campi di concentramento nei territori del Reich, altri furono fucilati. La mattina del 28 marzo quattro esponenti della Resistenza furono prelevati dalle loro celle e trasferiti lungo le rive del fiume Po in località Mezzano Rondani per essere fucilati quella stessa sera. Romeo Bonini testimoniò di essere scampato alla morte gettandosi nel fiume prima di essere colpito. Mentre Gavino Cherchi, Alceste Benoldi e Ines Bedeschi (detta Bruna) furono fucilati; i loro corpi furono gettati nel fiume e mai più ritrovati.
L'Alluvione del Polesine

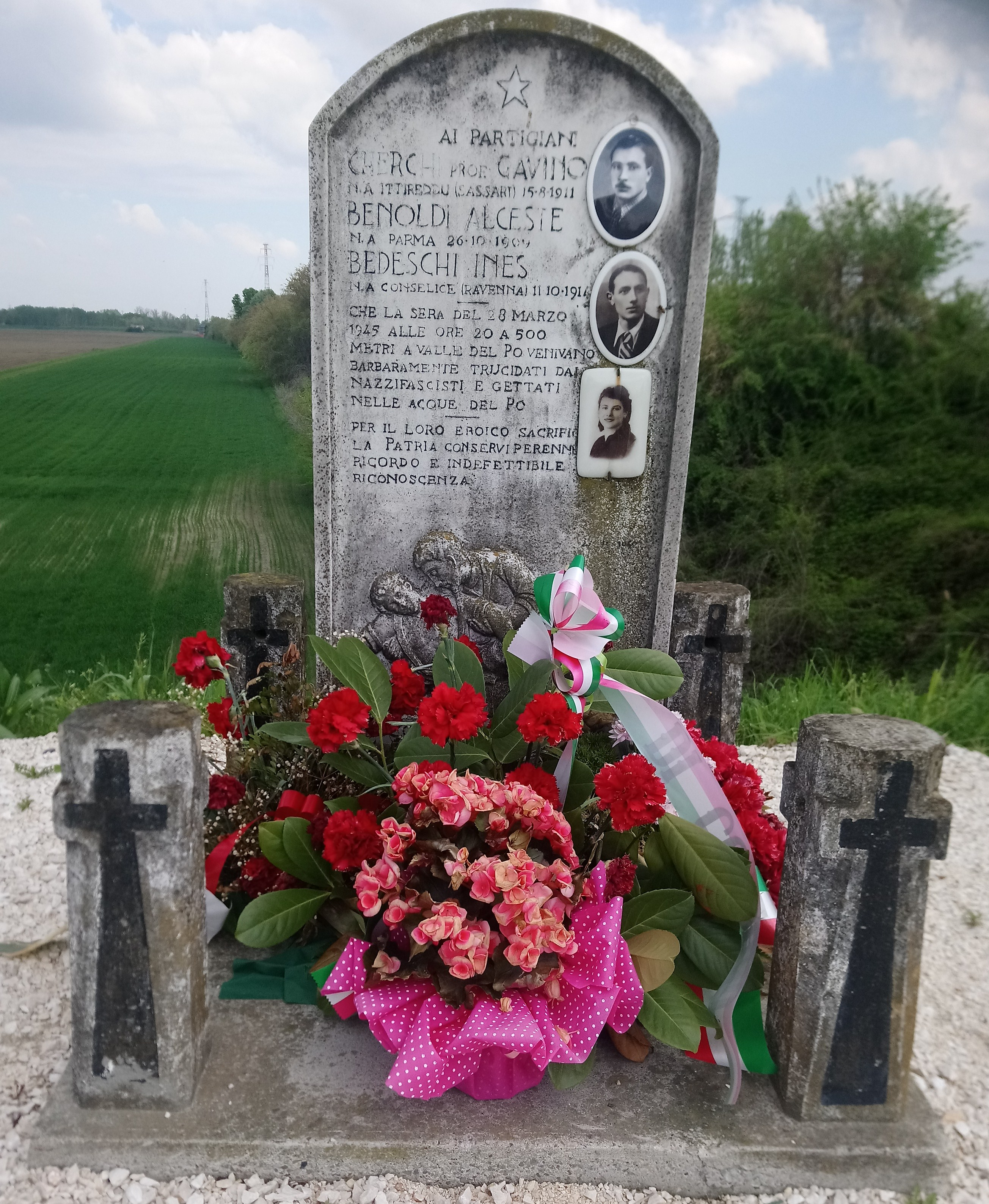
Memoriale ai martiri della Resistenza, Mezzano Rondani.

Dopo le piene storiche del 1867 e del 1872, nel novembre del 1951 il livello di guardia del Po fu di 7.64 (altezza idrometrica superiore alle precedenti osservazioni), la situazione alluvionale fu estremamente critica portando l'intero comune sott'acqua, anche a causa della Parma, del Lorno e del Vaevieni. Le forze dell'ordine assieme ai volontari e alla CRI, istituita per l'evento a Colorno, si prodigarono per sgomberare le zone in tempo, distribuire i beni di prima necessità e nel recupero del bestiame sopravvissuto. Tra i volontari bisogna ricordare il contributo fondamentale dei barcaioli mezzanesi. Mentre a Casalmaggiore si poté contare sull'aiuto di cinquemila soldati per gli sgomberi, a Mezzani l'esercito non fu presente. Le prime avvisaglie si ebbero l'8 novembre nell'alto parmense con la tracimazione della Parma e del Taro. Il 10 novembre Colorno era già sotto assedio e l'acqua iniziava invadere i primi cortili. La Parma superava già i 7 metri, mentre il Po saliva al ritmo di 4 centimetri all'ora, agguantando il casello ferroviario di Mezzano Rondani e costringendo già le prime famiglie a scappare. Casalmaggiore intanto chiudeva il ponte. Il 13 Novembre Colorno fu evacuata e si formarono file di persone e carri sulle vie principali che si dirigevano verso Parma mentre il cielo era plumbeo. La foce della Parma invase le abitazioni di una ventina di famiglie a Mezzano Superiore. Il Po, dopo aver sommerso la strada che unisce Sacca a Casalmaggiore, aveva isolato famiglie di Mezzano Rondani Ovest che furono costrette a ritirarsi ai tetti e ad attendere i soccorsi per tutta la notte. Il Po cresceva a 10 centimetri l'ora e l'emergenza non era più circoscrivibile, così si decise di rompere artificialmente gli argini delle golene chiuse. Il 14 novembre, a mezzanotte, a Colorno fu suonata a martello la campana segnando il primo superamento dell'argine maestro. Un fontanazzo aveva provocato uno squarcio all'argine maestro di 30 metri, alla stazione di Mezzano Rondani, strappando due case e uccidendo un uomo. La vittima sottovalutò la presenza di botti da vino vuote nella casa che portate alle travi del soffitto, dalle acque, lo sfondarono facendo crollare la casa sull'uomo. Intanto gli sfollati si radunavano all'asilo di Colorno aiutati da iniziative solidali. In poco tempo le acque, distruggendo altre due case, sommersero l'intero paese di Mezzano Rondani raggiungendo Colorno. Le acque che occupavano i terreni abitativi avevano altezza variabile, dai 2 metri fino a 4, mentre all'interno della golena tracimava sull'argine maestro. Nella notte del 15 a Casalmaggiore le acque iniziarono a scendere a 2 centimetri l'ora. Dopo il miglioramento che portò alcuni a tornare nelle loro case per operarsi a liberarle dal fango il 22 novembre seguì un nuovo peggioramento che costrinse nuovamente a evacuare alcune case di Mezzani. A causa di un Mare Adriatico che non riceveva Mezzani rimase allagata per 26 giorni. Molti mezzanesi tornarono alle loro abitazioni prima che il Po ritornasse nel proprio letto, vivendo nei piani superiori e spostandosi con zattere improvvisate, remando con bastoni. Confindustria mise a disposizione una somma che venne destinata in parte alla costruzione dell'asilo di Mezzano Rondani. Gli aiuti arrivarono sin dagli USA consistenti in farina bianca e gialla. Dopo l'avvenimento eccezionale il Genio civile cominciò a ripristinare l'argine, allargandolo alla base e alzandolo di 170 centimetri, inizialmente con le cariole, poi in primavera con le ruspe riuscendo a concludere i lavori entro l'autunno del 1952.

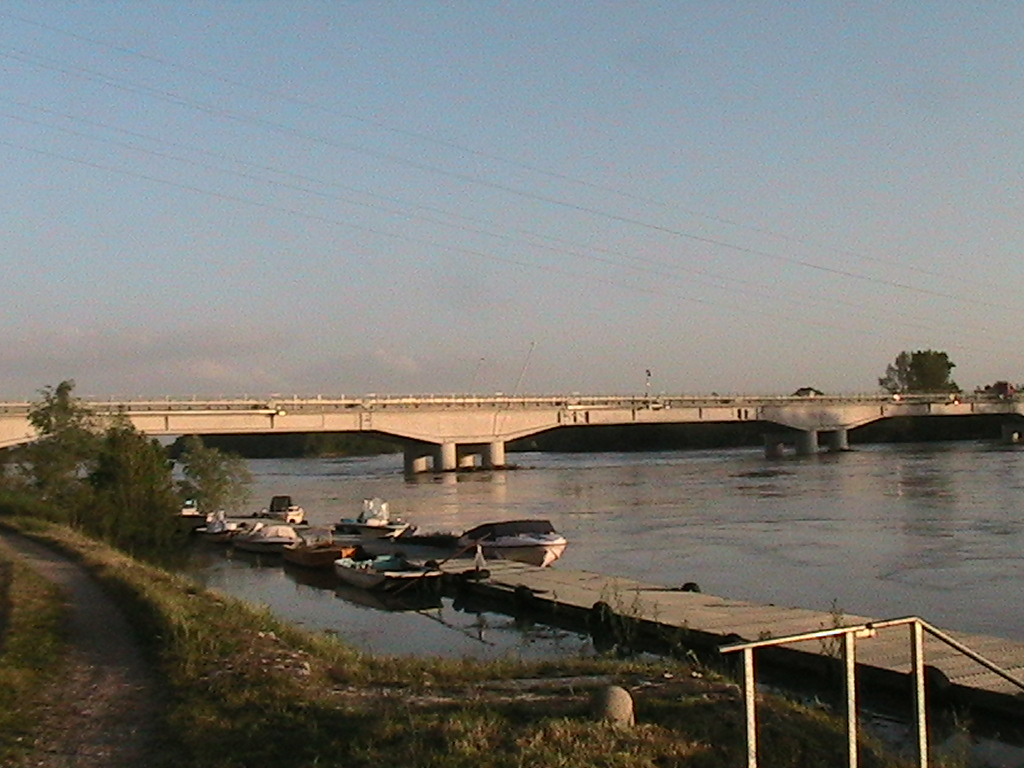
Dalla sponda di Casalmaggiore il ponte stradale sul fiume Po in piena

Sino il 1957 rimase operativo il ponte di chiatte, tavole di larice sostenute da travi poggiavano su oltre 100 barconi di lamiera saldata, abbinati a due a due e tenuti insieme da putrelle. Vi erano tre livelli delle testate del ponte, atte a consentire l'aggancio, in caso di piena. Sulle rive esistevano delle ponticelle mobili per l'imbocco della rampa. Tra il 1955-1958 fu costruito il ponte di Colorno-Casalmaggiore in calcestruzzo armato precompresso.
Si ricorda l'alluvione della golena avvenuta nel novembre del 1994, il Po raggiunse il livello di guardia di 7.64 (misurazioni presa dall'Argine Sinistro del Po di Casalmaggiore).
La Grande Piena del 2000
Tra il 17 e il 19 ottobre si ebbe la piena eccezionale del Po, seguita dalla piena del torrente Parma tra il 14 e il 16 novembre, annunciata dalla suonata a martello della campana del Duomo di Colorno. Tutti i ponti furono chiusi. I Vigili del Fuoco, i Carabinieri, la Protezione Civile e i Militi della Pubblica Assistenza riuscirono a contenere generalmente le piene all'interno dell'argine maestro, con l'allagamento delle golene consortili nella serena notte del 17. Il livello di guardia fu il più alto mai registrato, di 8.01 (misurazioni di Casalmaggiore), portando i livelli dell'acqua quasi alla pari dell'argine maestro. A seguito dell'evento eccezionale furono attivate politiche di delocalizzazione incentivata delle famiglie residenti nelle golene, causando un parziale spopolamento di queste.
Anche nel 2002 si verifica l'alluvione della golena.
Il corso del Po tra la metà del XX secolo e l'inizio del XXI secolo cambiò rendendo più precaria la costa di Mezzani. Infatti in passato il Po si biforcava all'Isola di Fossacaprara, oggi il ramo verso il lombardo si è interrato a seguito di opere fatte per garantire la navigabilità.

## Monumenti e luoghi d'interesse

### Chiesa di Santa Maria Annunziata

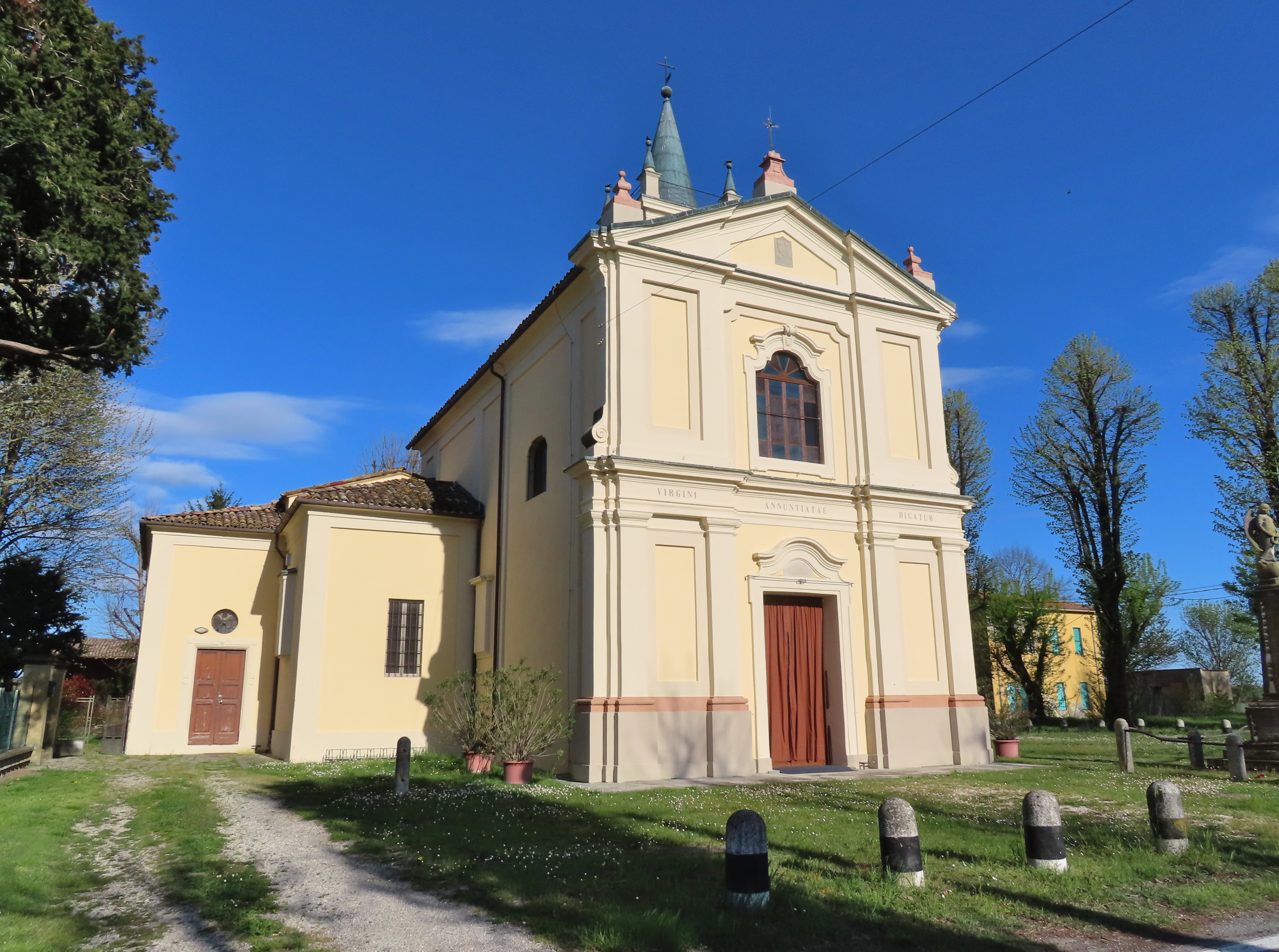
Chiesa dell'Annunciazione di Maria Vergine

La parrocchiale di Mezzano Rondani, situata nel comune di Colorno, fu edificata tre volte. La prima chiesa,  andò persa col distacco del paese dalla sponda casalasca alla fine del XIV secolo. La seconda costruita poco dopo fu resa pericolante da un'inondazione del 1733. Fu successivamente riedificata nel 1745.

### Ponte Albertelli

Il collaudo del ponte Littorio, poi ribattezzato nel dopo guerra in ponte Albertelli tra Colorno e Mezzani

Il ponte Albertelli attraversa il torrente Parma nei pressi dell'abitato. Chiamato anche ponte Littorio perché inaugurato nel 1932 durante il fascismo, è stato in seguito intitolato al suo progettista, l'ingegnere e politico socialista Guido Albertelli.

### Memoriale ai partigiani trucidati il 28 marzo 1945 a Mezzano Rondani
Un cippo in marmo posto a ridosso dell'argine del fiume Po in località Mezzano Rondani, vicino alla stazione di Mezzani-Rondani commemora i martiri della Resistenza: Ines Bedeschi (nata a Conselice di Ravenna, morta a 31 anni, addetta al servizio di collegamento per il Comando unico militare Emilia Romagna. Medaglia d'oro al valor militare), Alceste Benoldi (nato a Parma, morto a 36 anni, elettricista del Teatro Regio di Parma, svolgeva attività di collegamento tra Comitato di liberazione nazionale parmense e quello dell'Alta Italia. Medaglia d'Argento al valor militare) e Gavino Cherchi “Stella” (nato a Ittireddu di Sassari, morto a 31 anni, professore di italiano presso il liceo classico statale Gian Domenico Romagnosi di Parma, membro del Servizio informazioni clandestino).

### Monumento ai caduti nella Guerra di liberazione

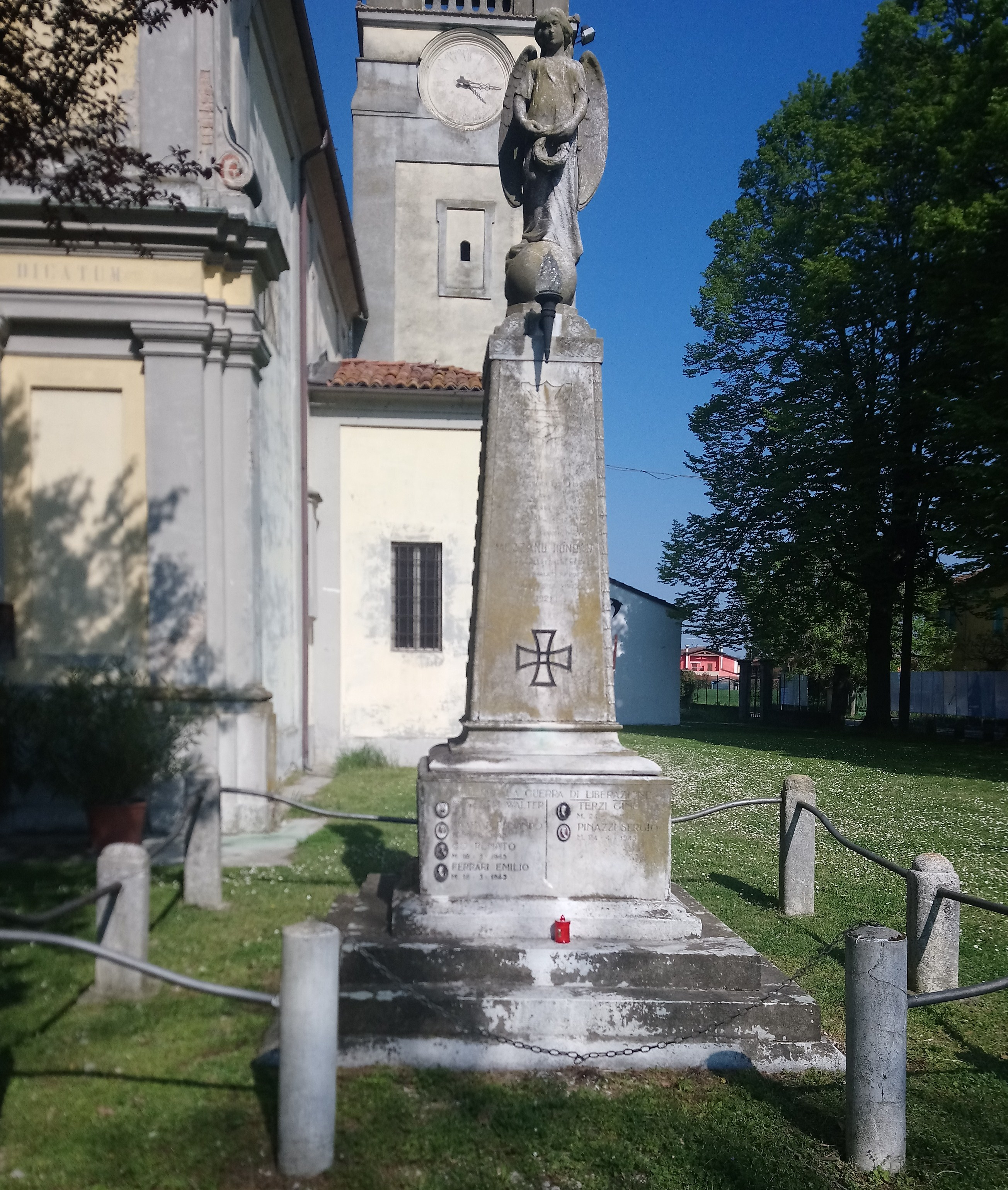
Monumento ai caduti nella Guerra di liberazione, Mezzano Rondani.

Di fronte alla Chiesa di Santa Maria Annunziata di Mezzano Rondani si trova un monumento dedicato ai caduti della Guerra di liberazione. Un piedistallo su crepidoma quadrangolare sostiene un obelisco, alla sua sommità un angelo sopra un globo regge una ghirlanda. Sul monumento sono ritratti i caduti e iscritto il memoriale assieme allo stemma dei Rondani. Si pronuncia a rilievo e in ferro battuto a fronte dell'obelisco una croce e nella parte sommitale aggetta un lume. Attorniano al memoriale nove pilastrini che delimitano il perimetro monumentale, collegati fra loro da una ringhiera.

## Geografia antropica

### Urbanistica
Nel 2001 Mezzano Rondani aveva circa 280 abitanti, dove 88 abitanti erano sotto l'ex comune di Mezzani mentre i restanti sotto Colorno. L'incremento demografico ottenuto da alcune famiglie di immigrati fu stroncato dall'eccezionale alluvione del 2000 che porto molti a lasciare il paese e ad abbattere le abitazioni situate in golena, motivati da agevolazioni comunali.
Oggi Mezzano Rondani è una frazione costituita da complessi abitativi sparsi che sono suddivisi tra il comune di Colorno (221 abitanti nel 2011) e la golena sotto Sorbolo Mezzani (80 abitanti). Il maggiore complesso ruota attorno alla trattoria storica della famiglia Milietta presente sin dal XIX secolo. Sulla via principale (Via Nino Bixio) sorgeva una scuola elementare, un alimentari che fungeva anche da tabaccheria e tutt'oggi sulla stessa strada è presente una Maestà, seguita dalla casa Ferrarini e un'officina nautica. A seguito della costruzione dell'argine maestro è stato escluso dal nucleo del paese lo storico podere secolare, oggi B&B denominato La Casa Vecchia. Vicino a quest'ultimo sorgono i resti di poderi abbandonati e in rovina testimoni di un'area abitativa in passato più espansa, su uno di questi è ancora leggibile la scritta Podere Ghiare. Nella zona è presente anche una Latteria Sociale Le Ghiaie. Lungo l'argine maestro, in direzione di Casalmaggiore, sorgeva un piccolo villaggio costituito da capanne di canne palustri, eretto dal suo unico abitante che abbandonò quando gli fu costruita una baracca in legno. Il dipinto L'ultima casa di Visoli, del pittore naïf Gianni Samini, ritrae il dimenticato complesso. Il secondo complesso, minore per grandezza e a breve distanza dal primo, ha come centro la Chiesa di S. Maria Annunziata affiancata da I Rondanen, piccolo circolo parrocchiale gestito attualmente dal Circolo ANSPI S. Michele di Mezzano Superiore. Dall'altra parte della strada l'abbandonato asilo, un campo da Calcio e il cimitero. Sull'Asolana, al limite di Mezzano Rondani, vi sono abitazioni sparse , tra queste c'è un Bar, la stazione ferroviaria e una piccola attività di apicultura. In golena, vicino a Via Sabbioni, sorge un'abitazione presente dal XIX secolo denominata Ca' di Cavalén (Casa dei Cavallini), detta così per via di due cavallini che si affacciavano dalle finestrelle della soffitta. Vi abitavano e lavoravano nella prima metà del Novecento due fratelli, uno carrettiere, l'altro fabbro e maniscalco. Alla foce della Parma c'è la così detta Casa Rossa di Tedòn, dove spesso vengono organizzate feste di paese. Lungo il torrente rimane ancora un bilancione, le grandi reti pendenti da colonne che un tempo caratterizzavano le sponde della Parma.

## Economia

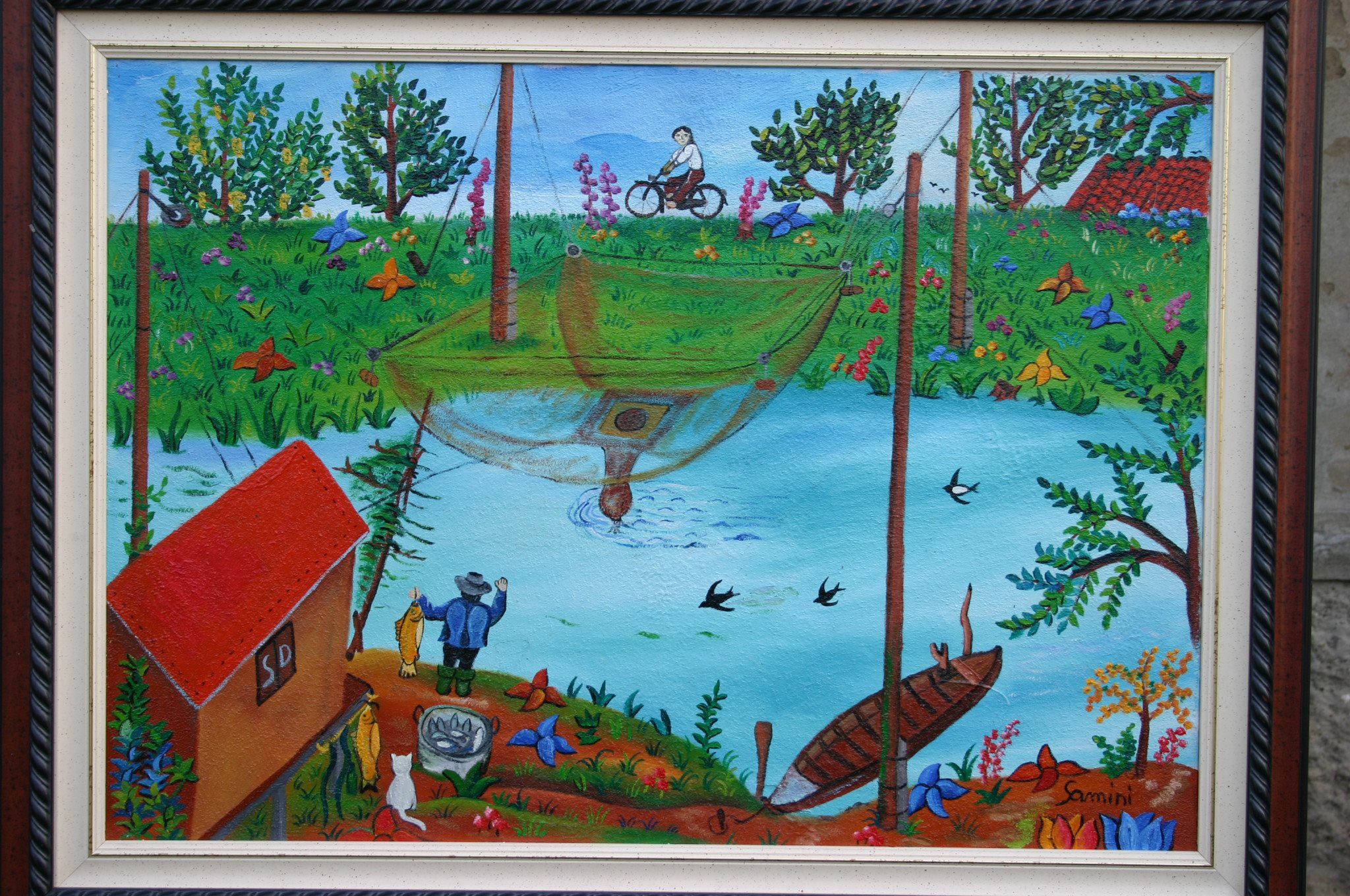
Tela di Gianni Samini (Copermio, 1946 - Mezzano Inferiore, 2019), Bilancione nella Parma che ritrae la grande rete da pesca ancora presente, in ricordo di un passato fluviale decaduto.

### Agricoltura e artigianato
La fonte economica principale è la pioppicoltura e la coltivazione di pomodori, granoturco, girasole, pisello, frumenti, erba medica. Vi sono anche piccoli allevamenti di bovini e caseifici. Storicamente Mezzano Rondani aveva una vitalità economica interna che oggi appartiene perlopiù alla memoria, ma esistono ancora tracce di questo passato. Tra i mestieri tipici scomparsi c'è quello dei pontieri che lavoravano per la manutenzione e il controllo del ponte di chiatte. Svuotavano i barconi dall'acqua piovana, spalavano la neve, spargevano sabbia nei punti gelati, durante le secche del Po livellavano la strada scavando sotto le chiatte, aprivano il ponte per permettere la navigazione, impedivano il naufragio durante le correnti delle piene. Il portolano attraversava il torrente Parma in 10 minuti, in un alveo più ampio rispetto all'odierno, privo di arginature. Per il solo trasporto delle persone si usava la così detta barchettae. Per le portate superiori, fino al massimo di 35 quintali, veniva tirato il pontile. Anche se alla notte era consuetudine dare la mancia al portolano, il mantenimento del pontile era a solo carico del Comune. Oltre i pontieri e i portolani, a garantire gli spostamenti sui fiumi di uomini e merci c'erano i barcaioli. Il traffico notturno sul Po e la Parma era generato specialmente dalle barche dei pescatori che alla mattina caricavano i portapacchi delle biciclette con le cassette di pesce e ghiaccio, commerciandolo in zona. Si pescava il pesce gatto, cavedani, cefali, anguille, barbi, storioni e carpe. Periodicamente le fabbriche alimentari delle barbabietole, che venivano coltivate anche a Mezzano Rondani fino alla chiusura degli zuccherifici Eridania, svuotavano le vasche di lavaggio rendendo l'acqua della Parma torbida, così il pesce, intontito dai residui, veniva pescato con facilità. Sui fiumi si spostavano pure i cacciatori di anatre. La viva attività fluviale necessitava di abili costruttori di barche, infatti a Mezzano Rondani tutte le famiglie radicate nel paese possedeva almeno una barca, dando lavoro per la loro manutenzione. Erano comuni i cestai, grazie ai rami spellati dei numerosi salici e acacie americane. Infine i carrettieri, distinti dal fazzoletto intorno al collo, lavoravano per il trasporto dei materiali edili e per l'agricoltura. Tra questi c'era chi raccoglieva la sabbia e i ciottoli di fiume, gestendo carichi pesanti nell'acqua, spesso gelida.

## Infrastrutture e trasporti

### Strade
Il comune è attraversato dalla Strada provinciale 343 Asolana (SP343). Al km 22,256 supera il fiume Po, confine amministrativo tra le regioni Emilia-Romagna e Lombardia (Provincia di Parma e Provincia di Cremona), su di un ponte aperto al traffico il 24 maggio 1958 in sostituzione di un ponte di barche preesistente.

### Ferrovie

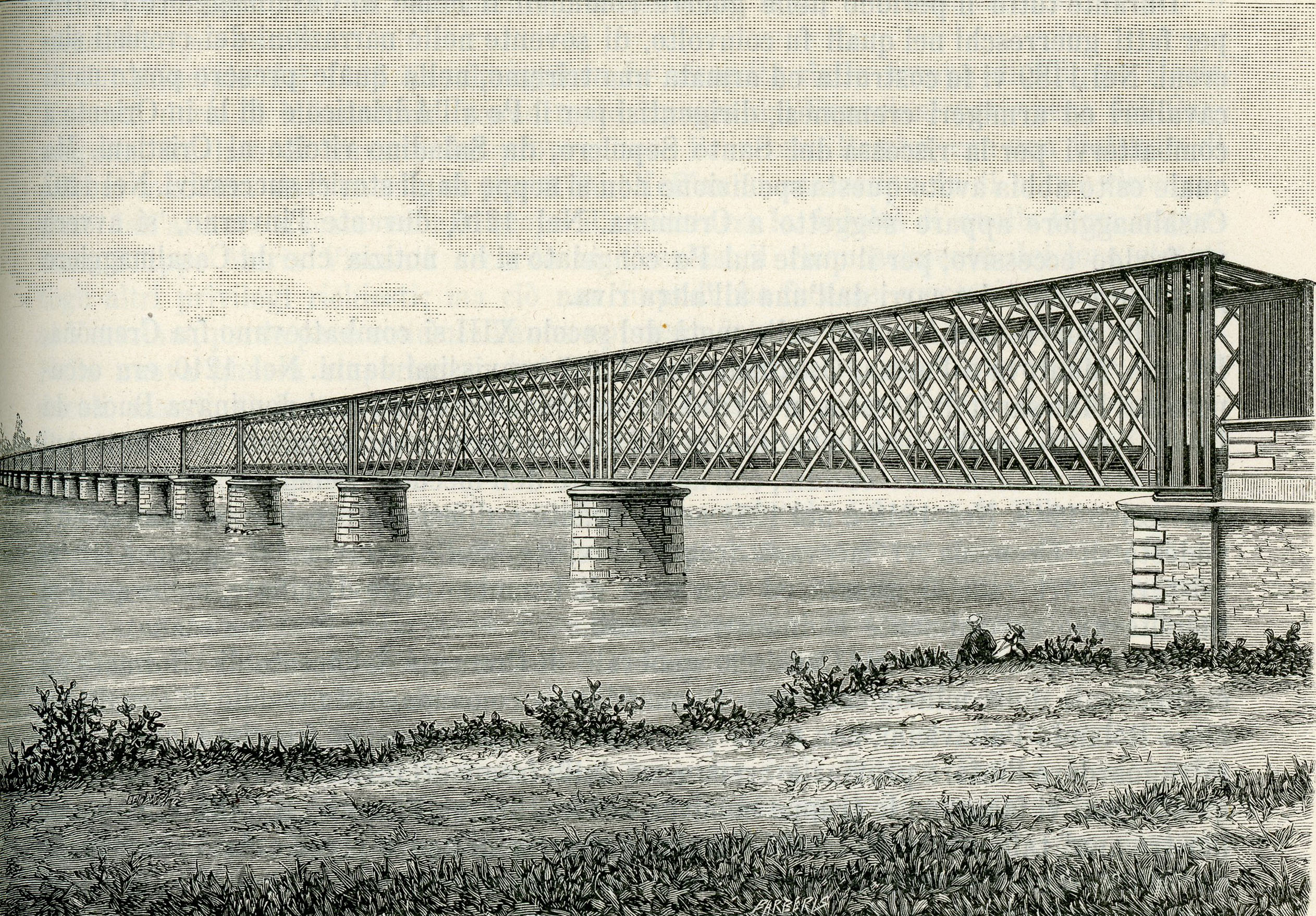
Gran Ponte in ferro sul Po (xilografia di Giuseppe Barberis).

La stazione di Mezzani-Rondani, posta sulla ferrovia Brescia-Parma. Supera il fiume Po, confine amministrativo tra le regioni Emilia-Romagna e Lombardia (Provincia di Parma e Provincia di Cremona), attraverso il Gran Ponte in Ferro sul Po. Presente sin dalla fine del XIX secolo.

## Galleria d'immagini

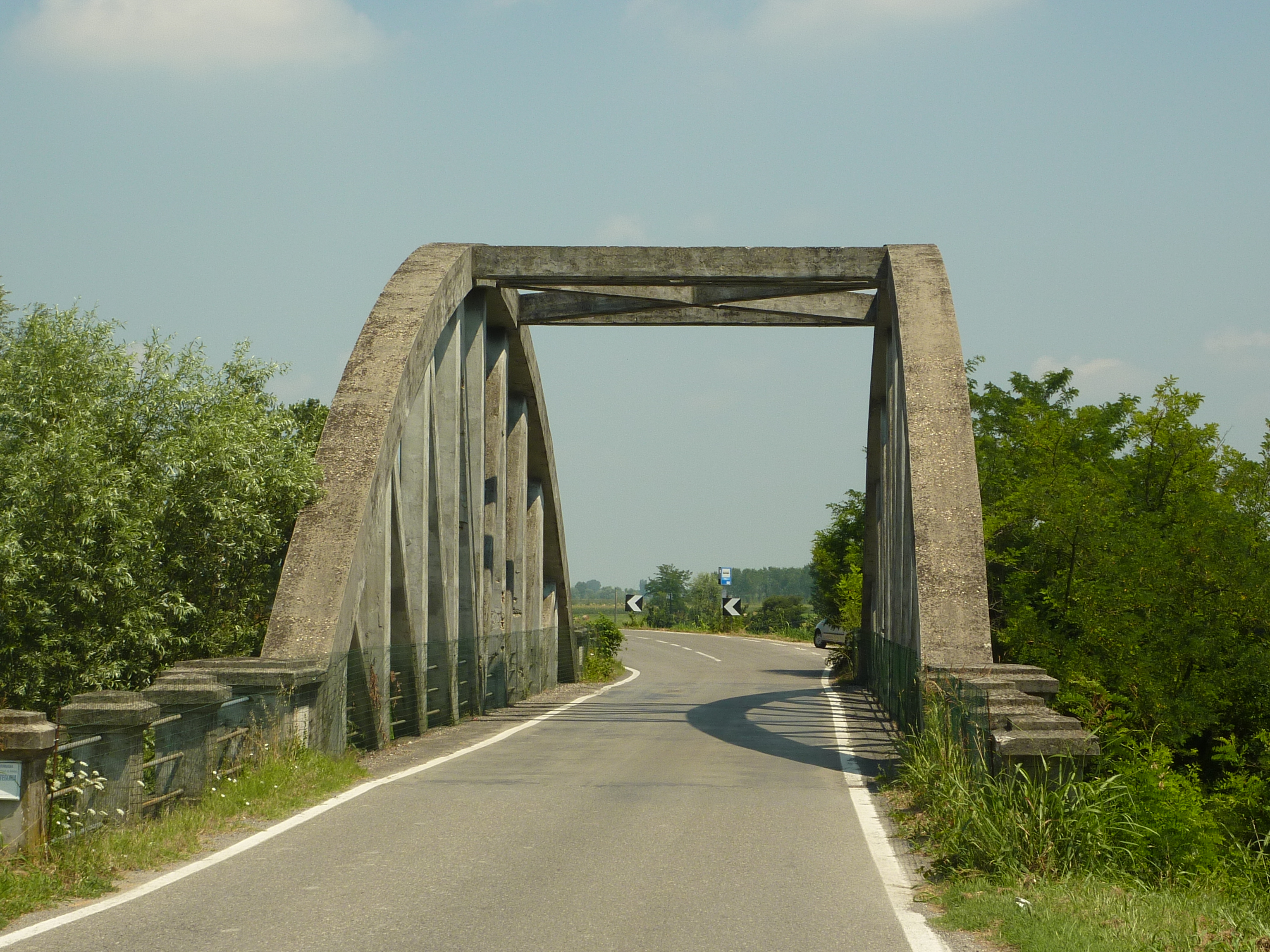
Il ponte Albertelli sulla Parma, detto anche ponte Littorio
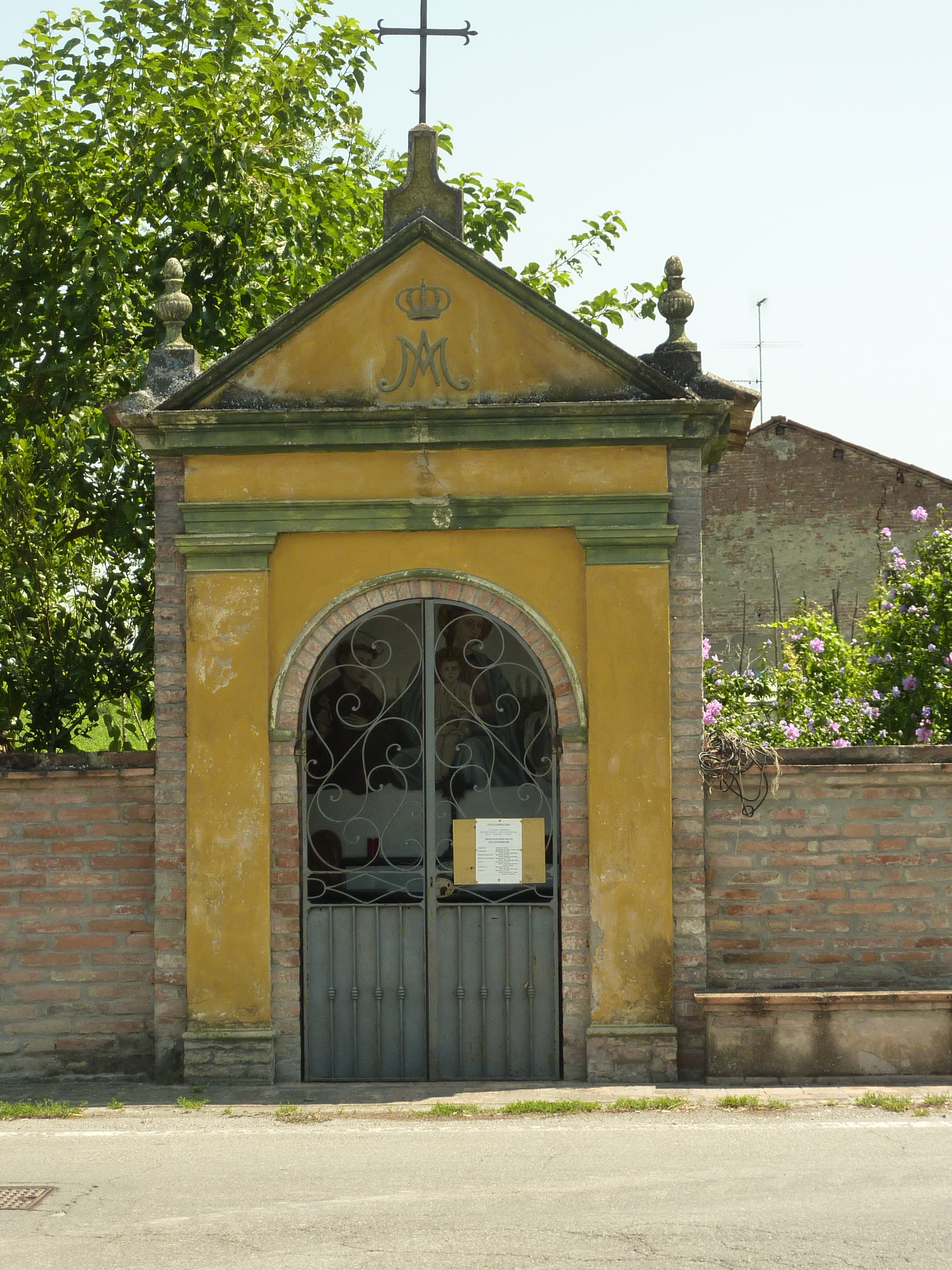
La cappellina votiva sulla strada principale del paese
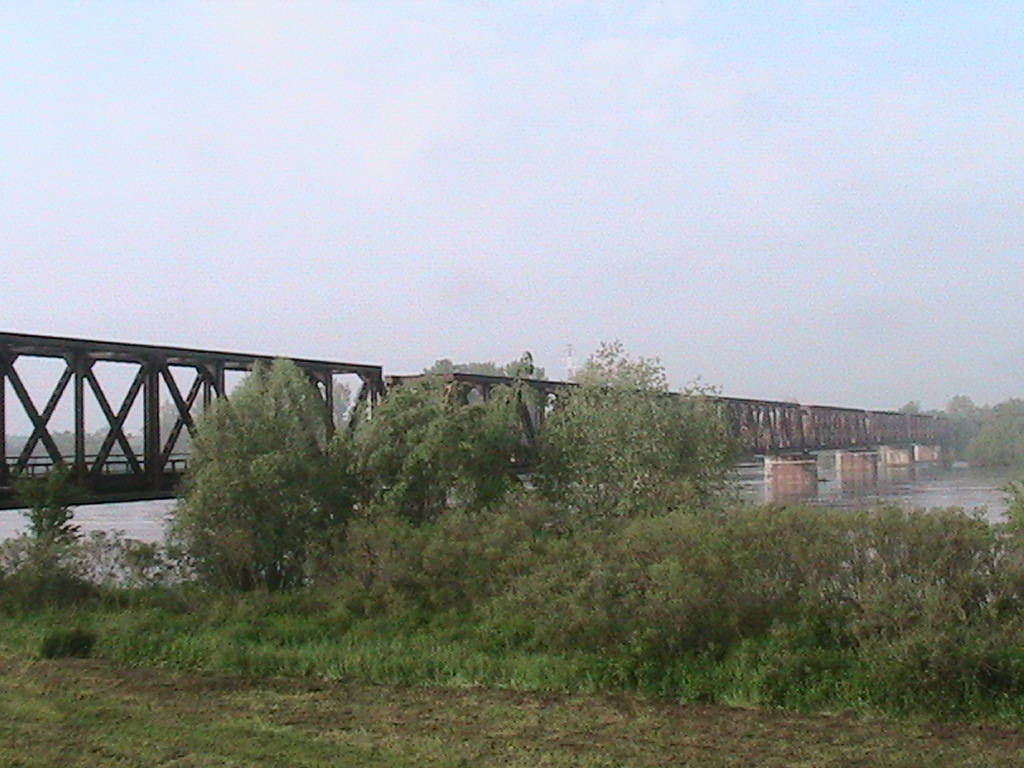
Il ponte ferroviario sul Po dalla sponda di Casalmaggiore
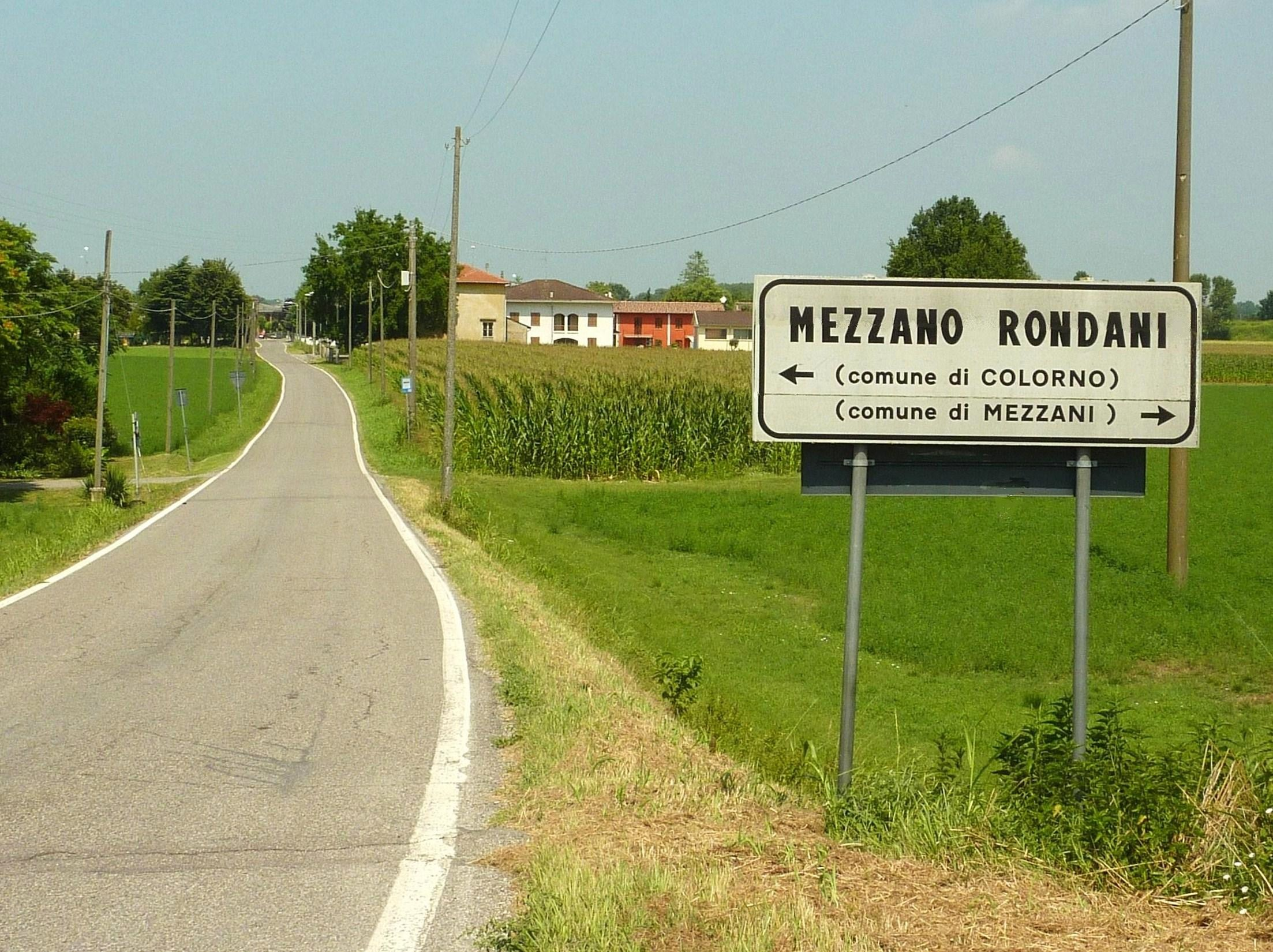
Cartello che indica la suddivisione del paese tra i comuni di Sorbolo Mezzani e di Colorno
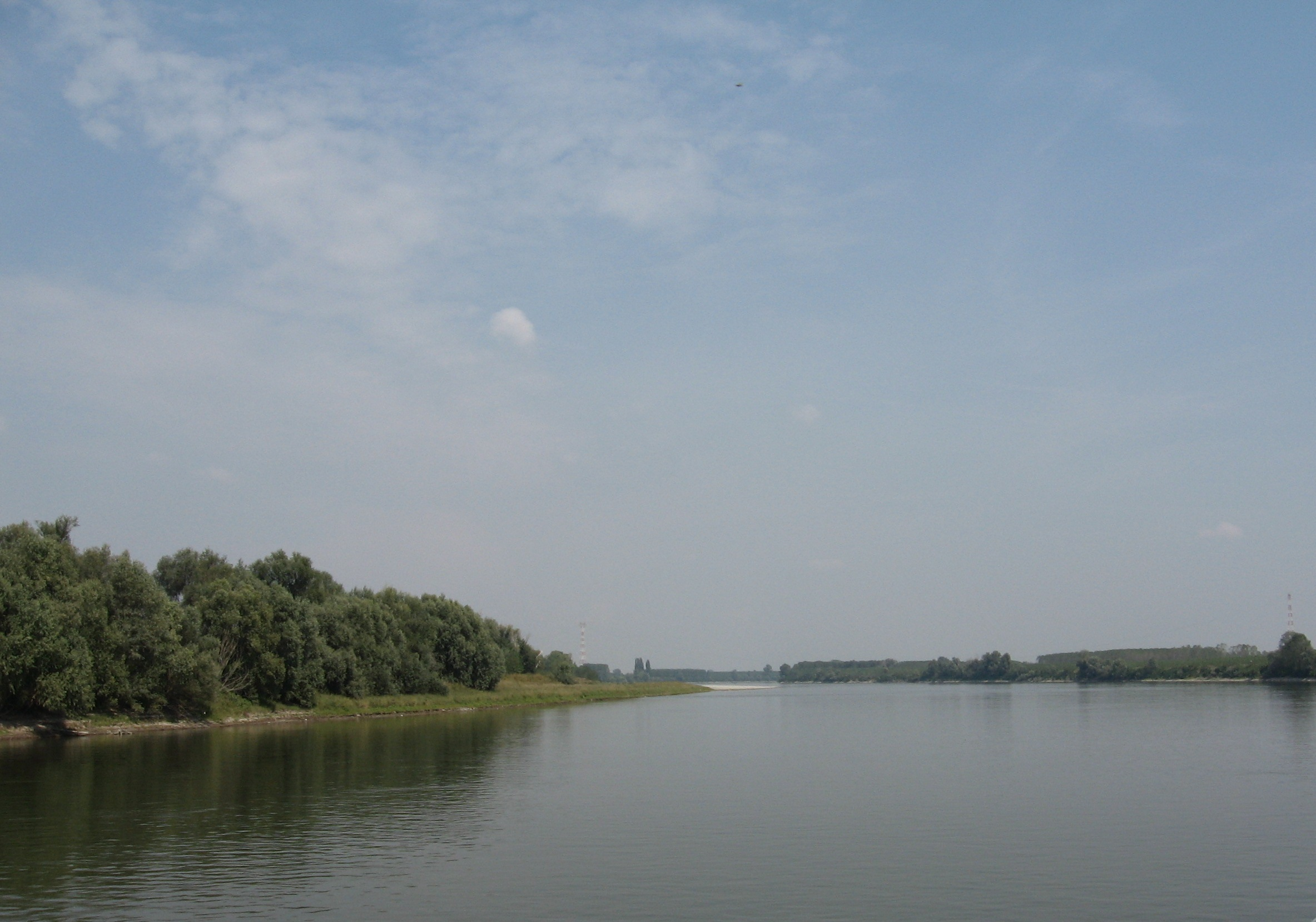
Il Po di Mezzani
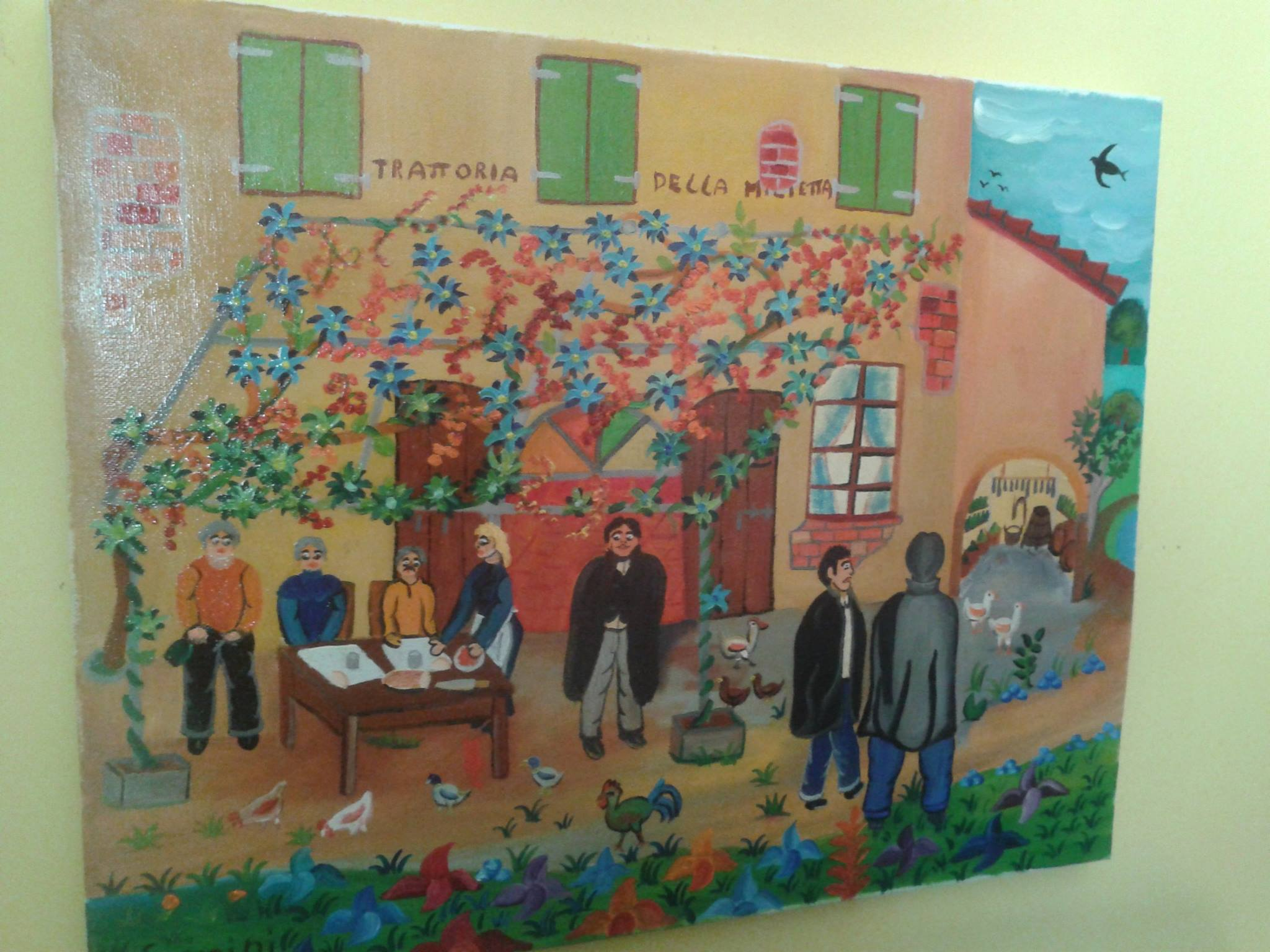
Tela del pittore locale Gianni Samini (Copermio, 1946 - Mezzano Inferiore, 2019) Trattoria Milietta.